# Swida mombeigii
Swida mombeigii là một loài thực vật có hoa trong họ Cornaceae. Loài này được (Hemsl.) Soják miêu tả khoa học đầu tiên năm 1960.